# Ilha Montague (Alasca)
A Ilha Montague é uma ilha no Golfo do Alasca que se estende à entrada do Prince William Sound, no estado do Alasca, Estados Unidos. Com 790,88 km² (305,36 milhas quadradas), é a 26.ª maior ilha dos Estados Unidos. Segundo o censo de 2000, Montague não tem população residente permanente, e foi a maior ilha desabitada dos Estados Unidos até 2010, quando o abandono da estação da Guarda Costeira na Ilha de Attu nas Aleutas, que tem 893 km², tornou esta última na detentora do título. 
A ilha Montague é bem conhecida entre os praticantes de pesca desportiva do porto de Seward.
O ecossistema costeiro da ilha tem estado exposto a "quantidades sem precedentes de lixo oceânico" transportado pelo vento e correntes do Sismo e tsunami de Sendai de 2011 no Japão, de acordo com o Centro de Estudos Costeiros do Alasca, en maio de 2012. Uma limpeza em grand eescala foi feita a partir de 22 de maio de 2012, financiada pela "The Marine Conservation Alliance Foundation".